# Deborah Finkel
Deborah Finkel ist eine kanadische Schauspielerin.

## Leben
Von 1983 bis 1986 studierte Finkel an der University of Toronto und erlangte ihren Bachelor-Abschluss. 2007 gab sie im Kurzfilm Absolution ihr Filmschauspieldebüt. 2009 wirkte sie in Watchmen – Die Wächter erstmals in einer Spielfilmproduktion mit. 2013 war sie in einer Episode der Fernsehserie Untold Stories of the ER zu sehen. 2015 spielte sie im Fernsehfilm Ein Heiratsantrag zu Weihnachten die Rolle der Kathy. Es folgten ab Mitte bis Ende der 2010er Jahre Rollenbesetzungen in einzelnen Episoden verschiedener Fernsehserien wie Prison Break, iZombie, Chesapeake Shores, Loudermilk, The Good Doctor, Legends of Tomorrow und You Me Her. Von 2020 bis 2021 stellte sie die Rolle der Abigail Hodges in acht Episoden der Fernsehserie Resident Alien dar.

## Filmografie (Auswahl)

### Schauspiel
- 2007: Absolution (Kurzfilm)
- 2009: Watchmen – Die Wächter (Watchmen)
- 2009: Skin (Kurzfilm)
- 2010: The Seer (Kurzfilm)
- 2011: Last Chance Casting (Fernsehfilm)
- 2012: Clients from Hell (Fernsehserie, Episode 1x09)
- 2013: Untold Stories of the ER (Fernsehserie, Episode 8x02)
- 2013: Mop King
- 2013: Bad Ink (Kurzfilm)
- 2014: June in January (Fernsehfilm)
- 2015: Free Section (Kurzfilm)
- 2015: Ein Heiratsantrag zu Weihnachten (Just in Time for Christmas, Fernsehfilm)
- 2015: The Delicate Art of Puppetry
- 2016: American Conjuring
- 2016: Who Killed JonBenét? (Fernsehfilm)
- 2017: From Straight A’s to XXX (Fernsehfilm)
- 2017: Prison Break (Fernsehserie, Episode 5x01)
- 2017: The Perfect Catch (Fernsehfilm)
- 2017: iZombie (Fernsehserie, Episode 3x10)
- 2018: Chesapeake Shores (Fernsehserie, Episode 3x06)
- 2018: It's Christmas, Eve (Fernsehfilm)
- 2018: Loudermilk (Fernsehserie, Episode 2x07)
- 2018: The Good Doctor (Fernsehserie, Episode 2x10)
- 2019: Puppy Love (Kurzfilm)
- 2019: Legends of Tomorrow (Fernsehserie, Episode 4x09)
- 2019: You Me Her (Fernsehserie, Episode 4x07)
- 2019: V.C. Andrews' Heaven (Miniserie, Episode 1x05)
- 2020: Woman on the Edge (Fernsehfilm)
- 2020: A Christmas Tree Grows in Colorado (Fernsehfilm)
- 2020: Weihnachten in Glenbrooke – Verliebt in die Millionärin (A Glenbrooke Christmas, Fernsehfilm)
- 2020: Christmas Comes Twice
- 2021: Immer für dich da (Firefly Lane, Fernsehserie, Episode 1x01)
- 2021: When Sharks Love Blood (Kurzfilm)
- 2021: Imperfect High (Fernsehfilm)
- 2021: Dancing Through Christmas (Fernsehfilm)
- 2021: A Christmas Together with You (Fernsehfilm)
- 2021–2022: Resident Alien (Fernsehserie, 8 Episoden)

### Filmschaffende
- 2013: Bad Ink (Kurzfilm; Produktion, Drehbuch)